# Fey (Vaud)
Pour les articles homonymes, voir Fey.
Fey est une commune suisse du canton de Vaud, située dans le district du Gros-de-Vaud. Elle fait partie du district d'Échallens entre 1803 et 2007.

## Géographie

### Localisation
La commune faisait partie du district d'Échallens et, depuis le 1er septembre 2008, elle appartient au nouveau district du Gros-de-Vaud. Elle a des frontières communes avec Rueyres, Bercher, Boulens, Montanaire, Montilliez, Villars-le-Terroir, Vuarrens et Pailly.
La commune se situe sur le Plateau suisse, dans la région du Gros-de-Vaud entre les vallées de la Mentue et du Sauteru. Elle se trouve entre la forêt de Plan Bois à l'ouest et celle du Bois des Planches à l'est. La commune est rurale et abrite notamment des fermes. La culture des céréales ainsi que des betteraves sucrières marque les paysages de la commune sur un plateau relativement plat : d'une altitude moyenne de 640 mètres, il culmine à 685 mètres un peu au sud du village de Fey.
Outre le village de Fey, la commune compte plusieurs exploitations agricoles dispersées sur son territoire.

## Toponymie
Premières mentions : Feio (vers 1152-1160) ; Guillemus de Fai (1154) ; Fei (1228).
Fey dérive du latin fagus signifiant hêtre. Le mot passe par l'arpitan foyard ou fayard, qui a donné Fey ou Fay      .

## Héraldique
D'argent au hêtre arraché de sinople. Ces armoiries «parlantes» de la commune apparaissent à l'église en 1905, sur un vitrail offert par un paroissien.

## Histoire
Le village dépendait anciennement de la seigneurie de Bercher et fut au XIIe siècle une possession de la famille de Cossonay. Après l'invasion bernoise de 1536, Fey est inclus dans le bailliage d'Yverdon.
Château de Bourjod. Ancien château seigneurial qui s'élevait sur un monticule boisé séparant le Sauteruz et le ruisseau du Château, dit aussi de Combettaz. Il était situé sur la commune de Fey, au sud du village de Pailly. La seigneurie de Bourjod comprenait le village de Pailly et une partie des villages de Vuarrens et de Vuarrengel. Elle avait été détachée de la grande seigneurie de Belmont qui dépendait de Grandson. Le château est attesté en 1323. Au début du XVe siècle, il menace ruine. Ses matériaux ont en partie servi à la construction de l'église de Pailly au début du XVIIe siècle, puis encore en 1816 à l'édification de la Laiterie.

## Patrimoine bâti
Temple. L'ancienne église catholique Saint-Étienne, mentionnée déjà en 1166, est devenue temple protestant à la Réforme. Cloche de 1508 déposée dans le chœur. L'édifice a été reconstruit en 1702 par l'architecte bernois Samuel Jenner (architecte) sous forme d'une grande salle de prédication avec chevet à cinq pans, ajourés chacun d'une baie en plein cintre. La date de 1702 est gravée sur la clef de la fenêtre orientale. Deux bancs, d'origine, sont datés 1702. Les charpentiers Jean-Jacques et Jean-Balthasar Jaunin ont laissé leurs initiales sur un écu apposé à un poteau de la galerie « IIIMI/1702/BI ». Vitrail de 1909 attribuable à Clément Heaton.
Grenier (place du Bicentenaire 16). Édifice caractéristique de cette typologie de bâtiments, daté 1711, mais probablement plus ancien.

## Population

### Surnom
Les habitants de la commune sont surnommés les Ratons, parce que les enfants allaient quémander à manger dans les villages voisins en période de disette.

### Démographie
La population de Fey est de 513 habitants en 1850. Elle diminue jusqu'à 447 habitants en 1880, puis passe à 498 personnes en 1910. La population baisse à nouveau à 306 personnes en 1970, avant de presque doubler en quarante ans, remontant à 562 en 2010.
Selon l'Office fédéral de la statistique, Fey possède 737 habitants en 2022. Sa densité de population atteint 100 hab./km².
En 2000, la population de Fey est composée de 214 hommes (50,7 %) et 208 femmes (49,3 %). La langue la plus parlée est le français, avec 408 personnes (95,3 %). Les deuxièmes langues sont l'allemand et le portugais, avec 6 personnes (1,4 %) pour chacune d'entre elles. La quatrième langue est l'espagnol (5 ou 1,2 %). Il y a 394 personnes suisses (92,1 %) et 34 personnes étrangères (7,9 %). Sur le plan religieux, la communauté protestante est la plus importante avec 271 personnes (63,3 %), suivie des catholiques (89 ou 20,8 %). 45 personnes (10,5 %) n'ont aucune appartenance religieuse.
Le graphique suivant résume l'évolution de la population de Fey entre 1850 et 2010 :

## Politique
Lors des élections fédérales suisses de 2011, la commune a voté à 31,79 % pour l'Union démocratique du centre. Les deux partis suivants furent le Parti socialiste suisse avec 21,38 % des suffrages et le Parti libéral-radical avec 15,52 %.
Lors des élections cantonales au Grand Conseil de mars 2011, les habitants de la commune ont voté pour le Parti libéral-radical à 28,5 %, l'Union démocratique du centre à 19,95 %, les Verts à 19,78 %, le Parti socialiste à 19,43 % et l'Alliance du centre à 12,35 %.
Sur le plan communal, Fey est dirigé par une municipalité formée de 7 membres et dirigée par un syndic pour l'exécutif et un Conseil général dirigé par un président et secondé par un secrétaire pour le législatif.

## Économie
Jusqu'au milieu du XXe siècle, l'économie de la commune était essentiellement tournée vers l'agriculture, l'arboriculture fruitière et l'élevage qui représentent encore une part importante de l'emploi local de nos jours. Pendant les dernières décennies, le village s'est transformé avec la création de plusieurs zones résidentielles occupées par des personnes travaillant dans la région lausannoise ou d'Yverdon-les-Bains ; cette mutation s'est accompagnée de la création de plusieurs petites entreprises locales, principalement de service.

## Transports
Fey fait partie de la communauté tarifaire vaudoise Mobilis. La commune est desservie depuis 1889 par la ligne de train régionale du chemin de fer Lausanne-Échallens-Bercher qui s'arrête à la halte de Fey. La localité est aussi desservie par les bus sur appel Publicar, qui sont un service de CarPostal.

## Personnalités
Trois personnalités politiques vaudoises sont nées à Fey. Il s'agit d'Henri Carrard (1766-1820) qui fut juriste et membre du Grand Conseil helvétique, puis du premier Grand Conseil vaudois, Alfred Jaunin (1900-1986) président de l'Union des syndicats agricoles romands, et conseiller national et enfin Édouard Debétaz (1917-1999) juriste, conseiller d'État, conseiller national, et conseiller aux États.

## Source
- (de) Cet article est partiellement ou en totalité issu de l’article de Wikipédia en allemand intitulé « Fey VD » (voir la liste des auteurs).